# 70-я армия
70-я а́рмия — формирование (объединение, армия, приравнена (во всех отношениях) к Гвардейской) в вооружённых силах СССР во время Великой Отечественной войны.
Сокращённое наименование — 70 А, АВНКВД. В литературе встречаются другие наименования — Отдельная армия НКВД, Армия войск НКВД)

## История

### Формирование
Отдельная армия войск НКВД (ОАВНКВД) была сформирована в октябре 1942 года — феврале 1943 года из числа личного состава войск НКВД (пограничных, внутренних войск, войск НКВД по охране железных дорог, конвойных войск), на основании Постановления ГКО СССР № 2411сс «О формировании армии войск НКВД», от 14 октября 1942 года, по предложению НКВД СССР. В период формирования находилась в резерве Верховного Главного командования (РВГК) и была приравнена во всех отношениях к гвардейским формированиям. стрелковые дивизии ОАВНКВД формировались в городах Хабаровск, Чита, Новосибирск, Свердловск, Челябинск и Ташкент и к 15 января 1943 года были сосредоточены в районе Свердловска, где дислоцировалось управление армии (почтовый адрес: город Свердловск, улица Малышева, дом № 22).
Директивой Ставки ВГК № 46052 от 5 февраля 1943 года ОАВНКВД была переименована в 70-ю (общевойсковую) армию и с 1 февраля 1943 года включена в состав войск Красной Армии. Директивой Ставки ВГК № 46051 от 5 февраля 1943 года армия была направлена на Центральный фронт. Позднее входила в состав 2-го и 1-го Белорусского фронтов, участвовала в Курской битве, Полесской, Белорусской, Восточно-Прусской, Восточно-Померанской и Берлинской операциях.
На момент передачи ОАВНКВД из НКВД в состав РККА численность личного состава армии составляла 69 236 человек, что практически полностью соответствовало планам — по постановлению должно было быть 70 000 человек. Зато имелась огромная нехватка транспортных средств: из 2045 автомобилей по штату имелось лишь 163, из 12 203 лошадей по штату — лишь 245. Это крайне отрицательно сказалось на первой же операции, в которой армии довелось участвовать.

### Боевые действия

#### 1943 год
С февраля 1943 года армия в составе Центрального фронта принимала участие в оборонительных и наступательных операциях на севском направлении. Начало не было удачным: после выгрузки из эшелонов армия совершала пеший марш к фронту на расстояние от 200 до 350 километров, что в условиях снежного бездорожья и почти полного отсутствия транспорта и лошадей привело к потерям уже на марше и отставанию тяжёлого вооружения. Тем не менее практически с ходу армия была брошена в бой. Действия армии оказались неудачными. Командующий фронтом К. К. Рокоссовский в своих мемуарах признавал свою вину в неэффективном использовании армии в этой операции, но тогда, в марте 1943 года, он обвинил в случившемся командующего армией Г. Ф. Тарасова и отстранил его от должности, добившись затем его снятия решением Ставки ВГК. В результате этих боёв к апрелю 1943 года образовался так называемый северный фас Курского выступа.
С первых часов Курской битвы, с рассвета 5 июля 1943 года, армия в числе других сил Центрального фронта упорной обороной отражала атаки немецких войск на северном фасе Курской дуги. «В полосе обороны этой армии с 5 по 12 июля 1943 г. противник потерял до 20 тыс. солдат и офицеров, было подбито и сожжено 572 вражеских танка, из них 60 „тигров“, сбито 70 самолётов» С переходом советских войск в контрнаступление армия участвовала в Орловской наступательной операции. После завершения операции в конце августа 1943 года управление армии было выведено в резерв Центрального фронта, а в начале сентября 1943 года — в резерв Ставки ВГК, где ему были подчинены новые части и соединения.

#### 1944 год
В конце февраля 1944 года армия была включена в состав 2-го Белорусского фронта и передислоцирована в район севернее г. Ковель. В марте — апреле 1944 года армия участвовала в Полесской наступательной операции. С апреля 1944 года армия входила в состав Белорусского (затем 1-й Белорусский фронт).
В июле — августе 1944 года армия в ходе Люблин-Брестской операции, наступая в обход Бреста с юго-запада, принимала участие в разгроме немецких войск западнее Бреста. После непродолжительного нахождения в резерве фронта армия с 10 августа продолжила наступление севернее Варшавы и к концу августа вышла на рубеж реки Нарев.
С 29 октября армия находилась в резерве 1-го Белорусского фронта, а с 19 ноября — в резерве 2-го Белорусского фронта северо-восточнее Варшавы.

#### 1945 год
14 января 1945 года в ходе Восточно-Прусской операции армия перешла в наступление с сероцкого плацдарма в направлении на Модлин, Плоцк, Торн (Торунь), после трёхдневных ожесточённых боёв прорвала оборону противника и 18 января овладела крепостью Модлин. В ходе дальнейшего наступления армия 25 января блокировала город и крепость Торн, а затем овладела ими. Одновременно части армии вышли к реке Висла в районе города Бромберг (Быдгощ), форсировали её и захватили плацдарм на противоположном берегу реки. В последующем до 10 февраля армия вела бои по уничтожению торнской группировки противника.
В феврале — марте армия участвовала в Восточно-Померанской стратегической операции (10 февраля — 4 апреля 1945 года).

 Бои становились всё тяжелее. К 19 февраля 65, 49 и 70-я армии смогли оттеснить противника на север и северо-запад всего от 15 до 40 километров, достигнув рубежа Мене, Черек, Хойнице. Здесь наши войска вынуждены были остановиться. 1-й Белорусский фронт тоже не смог продвинуться дальше. Его соседний с нами 2-й гвардейский кавалерийский корпус был остановлен на рубеже Ландск, Редериц. 1-я армия Войска Польского сражалась на рубеже Дойч, Фульбек, Каллке. В тылу этих войск шла борьба с вражескими частями, окружёнными в Шнайдемюлле, Дойч-Кроне и Арнсвальде. Положение на севере оставалось прежним: противник прочно удерживал Померанию.— К. К. Рокоссовский

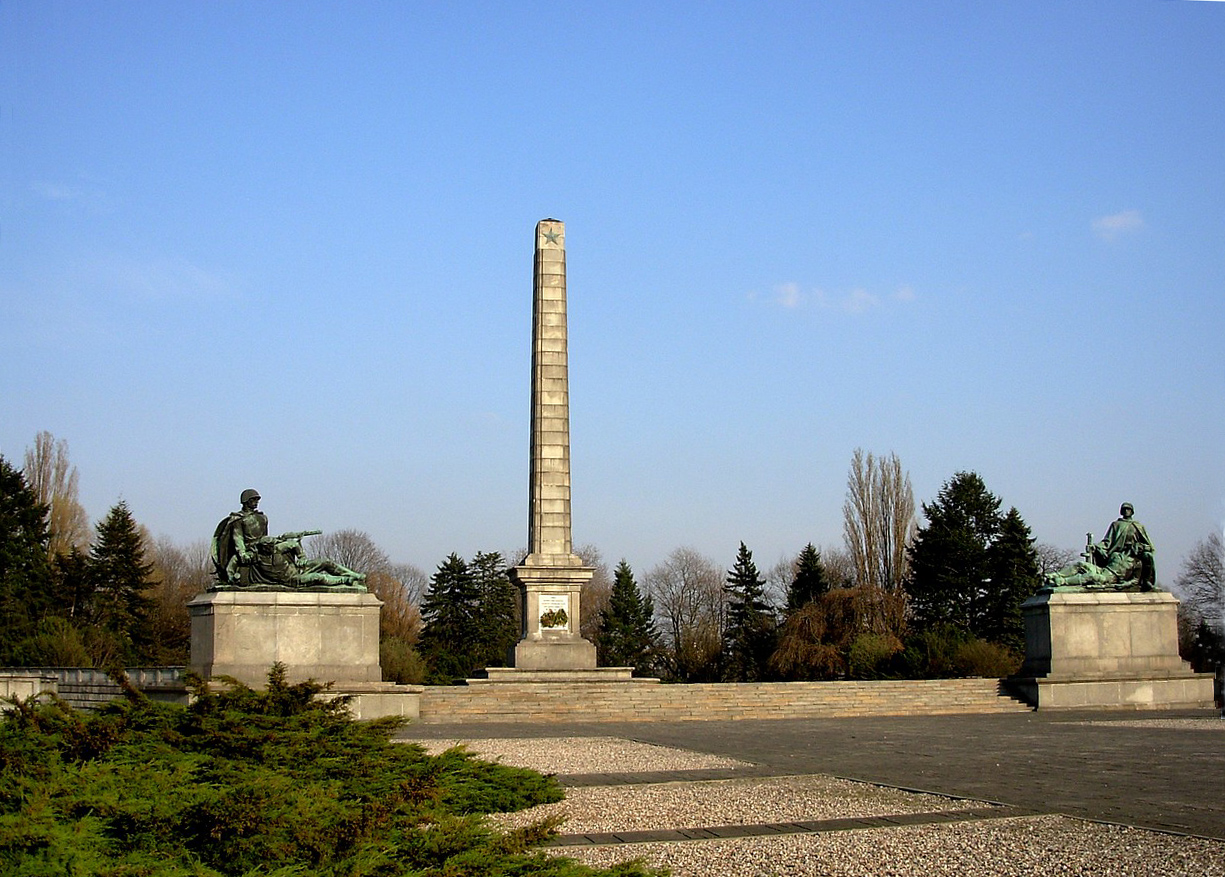
Военное мемориальное кладбище в Варшаве, где похоронены воины 70-й армии.

В ходе операции её войска во взаимодействии с другими армиями фронта и силами Балтийского флота разгромила данцигско-гдыньскую группировку противника и 28 марта овладела городом, портом и военно-морской базой Гдыня, а 30 марта — важнейшим портом и военно-морской базой противника Данциг (Гданьск).
В начале апреля 1945 года армия была выведена в резерв фронта и к 15 апреля передислоцирована в район Витшток, Наугард (Новогард), Штухов.
В ходе Берлинской стратегической операции (16 апреля — 8 мая) армия наступала в составе главной ударной группировки 2-го Белорусского фронта в направлении Нойбранденбург, Висмар. Форсировав Ост-Одер и Вест-Одер, её войска во взаимодействии с войсками 65-й и 49-й армий разгромили штеттинскую группировку противника, 1 мая овладели городами Росток и Тетеров. К исходу 3 мая они вышли на побережье Балтийского моря в районе Висмара и стали выполнять задачу по охране и обороне побережья в районе Штеттина (Щецин).

### После окончания войны
10 июня 1945 года, в соответствии с директивой Ставки Верховного Главнокомандования № 11095 от 29 мая 1945 года, 70-я армия вошла в Группу советских оккупационных войск в Германии с местом дислокации штаба в городе Росток.
Летом 1945 года полевое управление армии было передислоцировано в Чкалов (Оренбург), в октябре 1945 г. — расформировано, а его личный состав обращён на доукомплектование управления Южно-Уральского военного округа.
Управления 47-го стрелкового корпуса и 114-го стрелкового корпуса; стрелковые дивизии: 1-я стрелковая дивизия, 71-я стрелковая дивизия, 136-я стрелковая дивизия, 162-я стрелковая дивизия, 369-я стрелковая дивизия, 165-я стрелковая дивизия, 160-я стрелковая дивизия из состава 70-й армии были переданы в состав сформированной 10 июня 1945 года Группы Советских оккупационных войск в Германии.

## Подчинение
| Дата                    | Фронт (округ)                                                                                              | В резерве                                                                                        | Примечания |
| ----------------------- | --- | ------------------------------------------------------------------------------------------------ | ---------- |
| c 15 февраля 1943 года  | Центральный фронт                                                                                          | - изначально — в резерве фронта - после Курской битвы (с 1 сентября 1943) — в резерве Ставки ВГК |            |
| с середины февраля 1944 | 2-й Белорусский фронт                                                                                      |                                                                                                  |            |
| с 6 апреля 1944         | Белорусский фронт                                                                                          |                                                                                                  |            |
| с 16 апреля 1944        | 1-й Белорусский фронт                                                                                      | - непродолжительно в резерве фронта — до 10 августа - в резерве — с 29 октября                   |            |
|                         | 2-й Белорусский фронт                                                                                      | в резерве — с 19 ноября 1944                                                                     |            |
| после войны             | полевое управление армии передислоцировано в Чкалов                                                        |                                                                                                  |            |
| октябрь 1945 года       | управление армии расформировано; личный состав направлен на комплектование Южно-Уральского военного округа |                                                                                                  |            |

## Состав

### Полевое управление армии, части охраны и обслуживания
- Полевое управление армии
- 130-я отдельная рота охраны
- 107-й отдельный штабной автомобильный взвод
- Батарея управления командующего артиллерией
- Отдельная рота особого отдела НКВД
- Военно-почтовая база армии
- Полевая почтовая станция № 2204
- Полевое отделение Государственного банка № 48
- Стационарный военторг типа «К»
- Военно-торговая база

### Политические учреждения
- Политический отдел тыловых частей и учреждений
- Редакция и походная типография армейской газеты
- Армейский дом Красной Армии
- Ансамбль красноармейской песни и пляски политотдела
- Военная цензура № 140

### Специализированные части

#### Автотранспортныечасти
- 79-й отдельный автотранспортный батальон
- 83-й отдельный автотранспортный батальон
- 89-й отдельный автотранспортный батальон

#### Части связи
- 3-й отдельный Новогеоргиевский[11] ордена Красной Звезды[12]полк связи[13]
- 153-й отдельный линейный батальон связи
- 1330-я отдельная эксплуатационная телеграфная рота
- 1331-я отдельная телеграфно-строительная рота
- 1333-я отдельная кабельно-шестовая рота
- 1334-я отдельная кабельно-шестовая рота

#### Инженерные части
- 371-й армейский инженерный батальон

#### Дорожные части
- 31-й дорожно-строительный батальон
- 8-й мосто-строительный батальон
- 47-й отдельный дорожно-эксплуатационный батальон

#### Служба военных сообщений и части обслуживания
- 29-е управление военного коменданта, станции снабжения
- 78-я отдельная рота обслуживания армейской базы

#### Медико—санитарныеучреждения
- 172-е управление полевого эвакуационного пункта
- 181-е управление головного эвакуационного пункта
- 182-е управление головного эвакуационного пункта
- 3235-й полевой госпиталь
- 3291-й полевой госпиталь
- 3297-й полевой госпиталь
- 3298-й полевой госпиталь
- 3300-й инфекционный госпиталь
- 3242-й инфекционный госпиталь
- 3351-й армейский полевой госпиталь легкораненых
- 85-я отдельная рота медицинского усиления
- 109-й санитарно-эпидемический отряд
- 122-я обмывочно-дезинфекционная рота
- 481-й полевой прачечный отряд
- 156-я патолого-анатомическая лаборатория
- 176-я отдельная автомобильная санитарная рота
- 87-я отдельная конно-санитарная рота
- 329-й полевой армейский санитарный склад

#### Ветеринарныеучреждения
- 41-й полевой ветеринарный лазарет
- 316-й эвакуационный ветеринарный лазарет
- 30-я полевая ветеринарная лаборатория
- 850-й полевой армейский ветеринарный склад

#### Автобронетанковые учреждения
- 114-й армейский ремонтно-восстановительный батальон
- Эвакуационный взвод
- 257-я подвижная ремонтная база по ремонту колёсных машин и тракторов
- 672-й полевой армейский склад автобронетанкового имущества

#### Армейская авиация
(за исключением тех, что показаны в таблице)
- 415-я авиационная эскадрилья связи
- 885-й батальон аэродромного обслуживания

#### Интендантскиеи иные учреждения
- 39-й отдельный трофейный батальон
- 79-я полевая армейская ремонтная мастерская
- 359-я полевая армейская ремонтная мастерская
- 28-я армейская рота по сбору трофеев
- 838-й полевой армейский артиллерийский склад
- 851-й армейский склад отправки трофеев и непригодного имущества
- 17-е армейские мастерские по ремонту тары и оборудования
- 852-й полевой армейский склад горюче-смазочных материалов
- 888-й полевой армейский военно-технический склад
- 130-я походная мастерская по ремонту обозов
- 51-я походная мастерская по ремонту обозно-вещевого имущества
- 134-я армейская шорно-седельная мастерская
- 909-й полевой склад обозно-вещевого имущества
- 49-я полевая хлебопекарня
- 61-й армейский пункт продовольственного скота
- 941-й полевой армейский продовольственный склад
- 100-е управление полевой армейской базы

### Запасные и резервные части
- 222-й армейский запасной стрелковый полк
- Резерв начальствующего состава армии
- Армейский резерв политического состава

### Боевой состав

#### 1943
| Боевой состав 70-й армии в 1943 году                      | Боевой состав 70-й армии в 1943 году                                                                                      | Боевой состав 70-й армии в 1943 году | Боевой состав 70-й армии в 1943 году    | Боевой состав 70-й армии в 1943 году | Боевой состав 70-й армии в 1943 году | Боевой состав 70-й армии в 1943 году |
| Дата                                                      | Боевой состав армии | Боевой состав армии | Боевой состав армии                     | Боевой состав армии                  | Боевой состав армии                  | Боевой состав армии                  |
| Дата                                                      | Стрелковые войска, ВДВ, кавалерия                                                                                         | Артиллерия | Бронетанковые и механизированные войска | ВВС                                  | Инженерные войска                    | Огнемётные части                     |
| --------------------------------------------------------- | --- | --- | --------------------------------------- | ------------------------------------ | ------------------------------------ | ------------------------------------ |
| Центральный фронт с момента создания армии — с 15 февраля | | |                                         |                                      |                                      |                                      |
| 1 марта                                                   | 102, 106, 140, 162, 175, 181 сд                                                                                           | 378 иптап | 27-й гв. отп                            | —                                    | 371-й оиб                            | —                                    |
| 1 апреля                                                  | 102, 106, 140, 162, 175 сд                                                                                                | 1 гв. ад (3 гв. лабр, 1 гв. пабр, 2 гв. габр), 378 иптап, 114 гв. минп, 136 минп, 84 гв. минп, 92 гв. минп, 977 зенап (12 зенад) | 240 отп, 251 отп, 259 отп               | —                                    | 371-й оиб                            | —                                    |
| 1 мая                                                     | 28 ск (132, 211, 280 сд), 102, 106, 140, 162, 175 сд                                                                      | 1 гв. ад (3 гв. лабр, 1 гв. пабр, 2 гв. габр), 378 иптап, 136 минп, 84, гв. мп, 12 зенад (977, 990 зенап) | 240 отп, 251 отп, 259 отп               | —                                    | 115, 169, 371 оиб, 130 осб           | —                                    |
| 1 июня                                                    | 28 ск (132, 211, 280 сд), 102, 106, 140, 162, 175 сд                                                                      | 1 гв. ад (3 гв. лабр, 1 гв. пабр, 2 гв. габр), 378 иптап, 136 минп, 84, гв. мп, 12 зенад (836, 977, 990 зенап) | 240 отп, 251 отп, 259 отп               | —                                    | 169, 371, 386 оиб                    | —                                    |
| 1 июля                                                    | 28 ск (132, 211, 280 сд), 19 ск (102, 106, 162), 140, 175 сд, 3 ибр (2 ид)                                                | 1 гв. ад (3 гв. лабр, 1 гв. пабр, 2 гв. габр), 378 иптап, 136 минп, 12 зенад (836, 977, 990 зенап), 581 зенап | 240 отп, 251 отп, 259 отп               | —                                    | 169, 371, 386 оиб                    | —                                    |
| 1 августа                                                 | 17 гв. ск (6, 70, 75 гв. сд), 19 ск (102, 140, 162 сд), 29 ск (15, 106, 307 сд), 55, 81, 175 сд, 2 ид (3, 4 ибр), 14 оибр | 4 акп: - 5 адп (16 лабр, 24 пабр, 9 габр, 86 тгабр, 100 габр БМ, 1 минбр), - 12 адп (46 лабр, 41 пабр, 32 габр, 89 тгабр, 104 габр БМ, 11 минбр), - 5 гв. мд (16, 22, 23 гв. мбр); 1 гв. ад (3 гв. лабр, 1 гв. пабр, 2 гв. габр), 378 иптап, 136 минп, 12 зенад (836, 977, 990, 997 зенап), 581 зенап | 237, 240, 251, 255, 259 отп, 1540 сап   | —                                    | 14 исбр, 371 оиб                     | —                                    |
| Резерв Ставки ВГК с 1 сентября                            | | |                                         |                                      |                                      |                                      |
| 1 сентября                                                | 3-й снайперский батальон                                                                                                  | 378 иптап, 136 минп, 581 зенап | —                                       | 395 сап                              | 371, 386 оиб                         | —                                    |
| 1 октября                                                 | 95 ск (44 гв. сд, 135, 202 сд), 3-й снайперский батальон                                                                  | 378 иптап, 136 минп, 581 зенап | —                                       | 395 сап, 336 раэ, 48 краэ            | 371 оиб                              | —                                    |
| 1 ноября                                                  | 76, 101 ск (управления), 3-й снайперский батальон                                                                         | 378 иптап, 136 минп, 581 зенап | —                                       | 395 сап, 336 раэ, 48 краэ            | 371 оиб                              | —                                    |
| 1 декабря                                                 | 76, 101 ск (управления)                                                                                                   | 378 иптап, 136 минп, 581 зенап | —                                       | 395 сап, 336 раэ, 48 краэ            | 371 оиб                              | —                                    |

#### 1944
| Боевой состав 70-й армии в 1944 году     | Боевой состав 70-й армии в 1944 году                                                         | Боевой состав 70-й армии в 1944 году | Боевой состав 70-й армии в 1944 году    | Боевой состав 70-й армии в 1944 году | Боевой состав 70-й армии в 1944 году | Боевой состав 70-й армии в 1944 году |
| Дата                                     | Боевой состав армии                                                                          | Боевой состав армии | Боевой состав армии                     | Боевой состав армии                  | Боевой состав армии                  | Боевой состав армии                  |
| Дата                                     | Стрелковые войска, ВДВ, кавалерия                                                            | Артиллерия | Бронетанковые и механизированные войска | ВВС                                  | Инженерные войска                    | Огнемётные части                     |
| ---------------------------------------- | -------------------------------------------------------------------------------------------- | --- | --------------------------------------- | ------------------------------------ | ------------------------------------ | ------------------------------------ |
| Резерв Ставки ВГК с 1 сентября 1943      |                                                                                              | |                                         |                                      |                                      |                                      |
| 1 января                                 | —                                                                                            | 378 иптап, 136 гв. минп, 581 зенап | —                                       | 395 сап                              | 371 оиб                              | —                                    |
| 1 февраля                                | 38 гв, 175 сд, 3-й отдельный снайперский батальон                                            | 378 иптап, 136 гв. минп, 581 зенап | —                                       | 395 сап, 48 краэ                     | 371 оиб                              | —                                    |
| 2-й Белорусский фронт с середины февраля |                                                                                              | |                                         |                                      |                                      |                                      |
| 1 марта                                  | 3-й отдельный снайперский батальон                                                           | 378 иптап, 136 гв. минп, 581 зенап | —                                       | 395 сап                              | 371 оиб                              | —                                    |
| 1 апреля                                 | 96 ск (38 гв., 1 сд), 114 ск (76 гв., 160 сд), 3-й отдельный снайперский батальон            | 378 иптап, 136 гв. минп, 581 зенап | —                                       | —                                    | 84, 371 оиб                          | —                                    |
| 1-й Белорусский фронт с 16 апреля        |                                                                                              | |                                         |                                      |                                      |                                      |
| 1 мая                                    | 96 ск (76 гв., 1 сд), 114 ск (38 гв., 160 сд), 3-й отдельный снайперский батальон            | 181 пап, 378 иптап, 136 гв. минп, 581 зенап | —                                       | —                                    | 84, 371 оиб                          | —                                    |
| 1 июня                                   | 96 ск (38 гв., 1 сд), 114 ск (76 гв., 160 сд), 3-й отдельный снайперский батальон            | 148 пабр, 378 иптап, 136 гв. минп, 581 зенап | —                                       | —                                    | 48 исбр                              | —                                    |
| 1 июля                                   | 96 ск (38 гв., 1 сд), 114 ск (76 гв., 160 сд), 3-й отдельный снайперский батальон            | 148 пабр, 378 иптап, 136 гв. минп, 581 зенап | —                                       | —                                    | 48 исбр                              | —                                    |
| 1 августа                                | 96 ск (38 гв., 1 сд), 114 ск (76 гв., 160 сд), 3-й отдельный снайперский батальон            | 148 пабр, 378 иптап, 136 гв. минп, 581 зенап | —                                       | —                                    | 48 исбр                              | —                                    |
| 1 сентября                               | 96 ск (38 гв., 76 гв., 160 сд), 114 ск (1, 165, 413 сд), 3-й отдельный снайперский батальон  | 5 адп (23 гв. лабр, 24 пабр, 9 габр, 86 тгабр, 1 минбр), 148 пабр, 378 иптап, 136 гв. минп, 581 зенап                                                                        | 1890 сап                                | —                                    | 48 исбр                              | —                                    |
| 1 октября                                | 96 ск (38 гв., 1, 165 сд), 114 ск (76 гв., 160), 413 сд), 3-й отдельный снайперский батальон | 5 адп (23 гв. лабр, 24 пабр, 9 габр, 86 тгабр, 100 габр БМ, 1 минбр), 148 пабр, 378 иптап, 136 гв. минп, 37, 316 гв. мин, 31 зенад (1376, 1380, 1386, 1392 зенап), 581 зенап | 1890, 1898 сап                          | —                                    | 2 шисбр, 48 исбр, 53, 131 пмб        | —                                    |
| 1 ноября                                 | 96 ск (38 гв., 1, 165 сд), 114 ск (76 гв., 160 сд)                                           | 148 пабр, 378 иптап, 136 гв. минп, 581 зенап | 1890, 1898 сап                          | —                                    | 48 исбр, 13 пмб                      | —                                    |
| 2-й Белорусский фронт с 19 ноября        |                                                                                              | |                                         |                                      |                                      |                                      |
| 1 декабря                                | 96 ск (38 гв., 1, 165 сд), 114 ск (76 гв., 160 сд)                                           | 148 пабр, 378 иптап, 136 гв. минп, 581 зенап | 1890, 1898 сап                          | —                                    | 48 исбр                              | —                                    |

#### 1945
| Боевой состав 70-й армии в 1945 году   | Боевой состав 70-й армии в 1945 году                                                                                    | Боевой состав 70-й армии в 1945 году | Боевой состав 70-й армии в 1945 году | Боевой состав 70-й армии в 1945 году | Боевой состав 70-й армии в 1945 году               | Боевой состав 70-й армии в 1945 году |
| Дата                                   | Боевой состав армии | Боевой состав армии | Боевой состав армии | Боевой состав армии                  | Боевой состав армии                                | Боевой состав армии                  |
| Дата                                   | Стрелковые войска, ВДВ, кавалерия                                                                                       | Артиллерия | Бронетанковые и механизированные войска | ВВС                                  | Инженерные войска                                  | Огнемётные части                     |
| -------------------------------------- | --- | --- | --- | ------------------------------------ | -------------------------------------------------- | ------------------------------------ |
| 2-й Белорусский фронт с 19 ноября 1944 | | | |                                      |                                                    |                                      |
| 1 января                               | 47 ск (71, 136, 162 сд), 96 ск (38 гв., 1 сд, 165 сд), 114 ск (76 гв., 160, 200 сд), 3-й отдельный снайперский батальон | 148 пабр, 378 иптап, 136 гв. минп, 581 зенап, 317 оадн ОМ | 1890, 1898 сап | —                                    | 48 исбр, 36, 42 мпмб                               | —                                    |
| 1 февраля                              | 47 ск (71, 136, 162 сд), 96 ск (38 гв., 1 сд, 165 сд), 114 ск (76 гв., 160, 200 сд), 3-й отдельный снайперский батальон | 148 пабр, 317 оадн, 19 иптабр, 378 иптап, 136 гв. минп, 325 гв. мп, 74 зенад (445, 457, 498, 499 зенап), 581 зенап                                                                                  | 1 гв. тк (15, 16 и 17 гв. тбр, 1 гв. мсбр, 166 лап, 397 гв. тсап, 1001, 1296 сап, 13 гв. мцб, 455 минп, 43 гв. мдн, 80 гв. зенап), 1890, 1898 сап | —                                    | 48 исбр, 7 мпмп, 42, 87 пмб                        | —                                    |
| 1 марта                                | 47 ск (71, 136, 162, 165, 330 сд), 96 ск (38 гв., 1, 200, 369 сд), 3-й отдельный снайперский батальон                   | 26 ад (75 лабр, 77 габр, 56 пабр), 148 пабр, 19 иптабр, 378 иптап, 136 гв., 544 минп, 325 гв. мп, 28 зенад (1355, 1359, 1365, 1371 зенап), 581 зенап                                                | 1890, 1898 сап | —                                    | 3 шисбр, 48 исбр                                   | 17 ооб                               |
| 1 апреля                               | 47 ск (71, 136, 162 сд), 96 ск (38 гв., 165, 369 сд), 114 ск (76 гв., 1, 160 сд), 3-й отдельный снайперский батальон    | 148 пабр, 19 иптабр, 378 иптап, 136 гв., 544 минп, 325 гв. мп, 28 зенад (1355, 1359, 1365, 1371 зенап), 581 зенап                                                                                   | 1890, 1898 сап | —                                    | 48 исбр, 7 тяж. мпмп, 36, 104 мпмб                 | 17 ооб                               |
| 1 мая                                  | 47 ск (71, 136, 162 сд), 96 ск (38 гв., 165, 369 сд), 114 ск (76 гв., 1, 160 сд), 3-й отдельный снайперский батальон    | 1 адп (166 лабр, 167 габр, 156 тгабр, 41 минбр, 9 тминбр, 13 гв. мбр), 2 кабр, 148 пабр, 4, 15 иптабр, 378 иптап, 136 гв. минп, 62 и 325 гв. мп, 28 зенад (1355, 1359, 1365, 1371 зенап), 581 зенап | 66 гв. тсабр, 342 гв. тсап, 1890, 1898 сап | —                                    | 1 гв. шисбр, 41 мибр, 48 исбр, 7, 13 мпмп, 42 мпмб | 17, 34 ооб                           |

## Командный и начальствующий состав

### Командующие
| N | Командующий армией             | Период                          | Воинское звание   | Примечание |
| - | ------------------------------ | ------------------------------- | ----------------- | ---------- |
| 1 | Тарасов, Герман Фёдорович      | 23 октября 1942 — 2 апреля 1943 | Генерал-майор     |            |
| 2 | Галанин, Иван Васильевич       | 2 апреля — 28 сентября 1943     | Генерал-лейтенант |            |
| 3 | Шарапов, Владимир Максимович   | 28 сентября — 23 октября 1943   | Генерал-майор     |            |
| 4 | Гречкин, Алексей Александрович | октябрь — ноябрь 1943           | Генерал-лейтенант |            |
| 5 | Николаев, Иван Фёдорович       | 14 января — 27 марта 1944       | Генерал-лейтенант |            |
| 6 | Рыжов, Александр Иванович      | 28 марта — 27 мая 1944          | Генерал-майор     |            |
| 7 | Попов, Василий Степанович      | 27 мая 1944 — 9 июля 1945       | Генерал-полковник |            |

### Члены Военного совета
- Савков, Николай Никифорович (23 октября 1942 — 9 июля 1945), полковник, с 25 марта 1943 года генерал-майор[23];
- Васев Степан Кондратьевич (20 февраля 1943 — 21 июня 1944), полковник (второй член ВС);
- Санакоев Григорий Георгиевич (21 июня 1944 — до конца войны), полковник (второй член ВС)[24].

### Начальники штаба
| N | Начальник штаба              | Период                           | Воинское звание | Примечание |
| - | ---------------------------- | -------------------------------- | --------------- | ---------- |
| 1 | Шарапов, Владимир Максимович | 23 октября 1942 — 17 ноября 1943 | Генерал-майор   |            |
| 2 | Абаев, Георгий Максимович    | 17 ноября 1943 — 19 февраля 1944 | Полковник       |            |
| 3 | Ляпин, Пётр Иванович         | 19 февраля 1944 — 3 марта 1945   | Генерал-майор   |            |
| 4 | Пенчевский, Артемий Петрович | 3 марта — 17 апреля 1945         | Полковник       |            |
| 5 | Тетешкин, Сергей Иванович    | 17 апреля 1945 — 9 июля 1945     | Генерал-майор   |            |

### Командующие БТ и МВ
- Герко, Никифор Игнатьевич (с февраля 1943 — ?) — полковник.

### Начальники политического отдела
- Масловский, Яков Ефимович (14 декабря 1942 — до конца войны) — полковник, с 2 ноября 1944 генерал-майор[24].

## Воины армии
- В годы войны тысячи воинов армии награждены орденами и медалями
- 78 из них присвоено звание Героя Советского Союза[25]

## Память

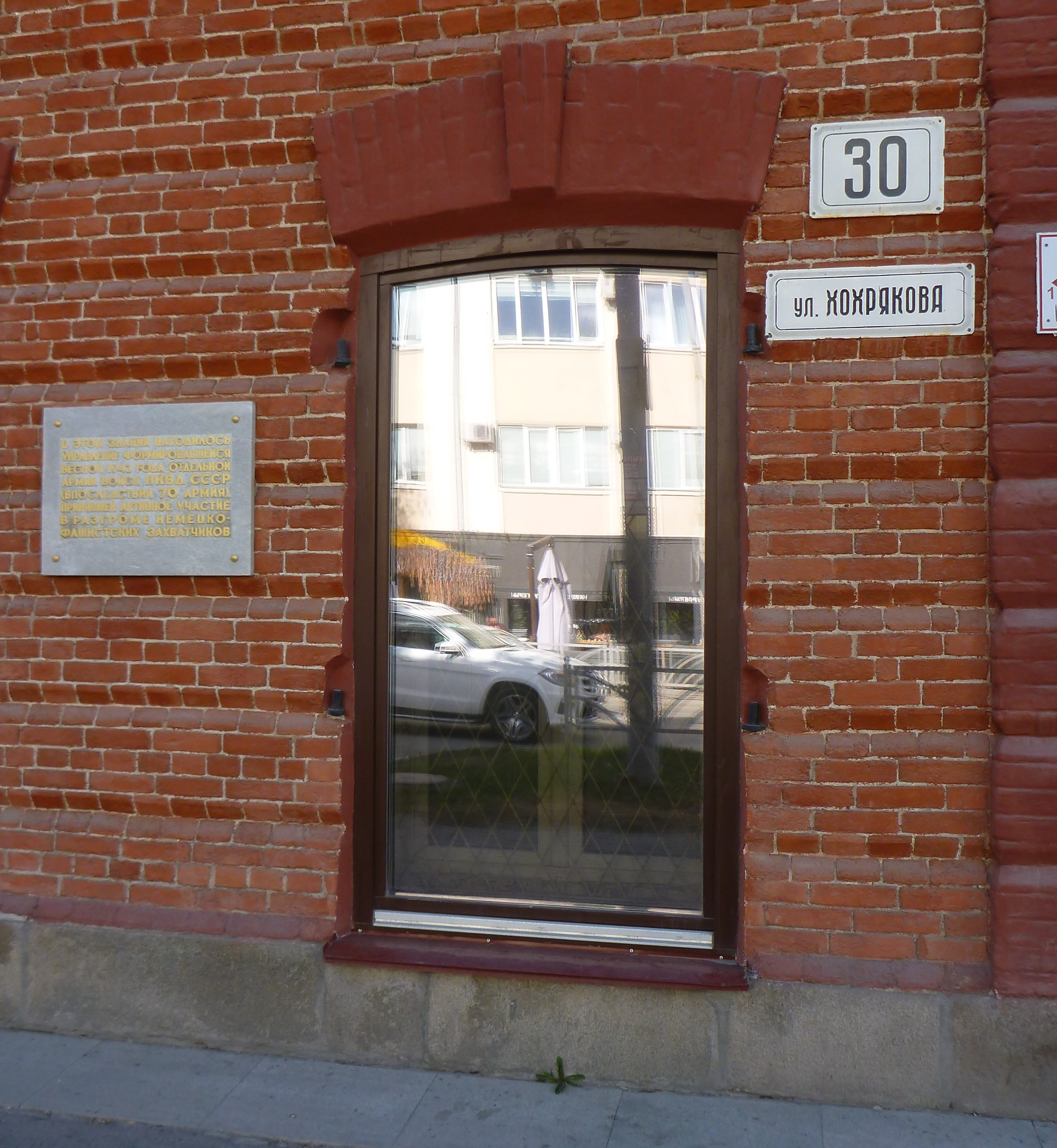
Доска на здании по улице Хохрякова, 30. Екатеринбург, фото 2022 года

В Екатеринбурге на здании по улице Хохрякова, 30 висит мемориальная доска в память о том, что в нём находилось управление формировавшейся 70-й армии.